# Nino Mozzo
Nino Mozzo, né le 10 mars 1911 à San Giovanni Lupatoto et mort le 19 septembre 1978, est un coureur cycliste sur piste italien.

## Palmarès

### Championnats du monde
- Rome 1932
  -  Médaillé d'argent de la vitesse amateur.

### Championnats d'Italie
- Champion d'Italie amateur de vitesse junior en 1929
- 2e des Championnats d'Italie de vitesse amateur en 1930, 1931, 1932[7]; 3e en 1934